# Leptotes manusi
Leptotes manusi är en fjärilsart som beskrevs av Rothschild 1915. Leptotes manusi ingår i släktet Leptotes och familjen juvelvingar. Inga underarter finns listade i Catalogue of Life.